# Antoni Franciszek Krzywkowski
Antoni Franciszek Krzywkowski herbu Półkozic (zm. przed 20 października 1704) – skarbnik kowieński w 1703 roku, pisarz skarbowy Wielkiego Księstwa Litewskiego w 1702 roku, konsyliarz powiatu kowieńskiego w konfederacji sandomierskiej 1704 roku.